# 御厨社古墳
御厨社古墳（みくりやしゃこふん、福沢古墳群小野沢支群1号墳）は、長野県埴科郡坂城町上平（うわだいら）にある古墳。形状は円墳。福沢古墳群（うち小野沢支群）を構成する古墳の1つ。坂城町指定史跡に指定されている。

## 概要
長野県東部、小野沢段丘北東端に築造された古墳である。南東には村上御厨神社が所在する。これまでに発掘調査は実施されていない。
墳形は元々は円形と推定されるが、現存墳丘は楕円形で長軸約15メートル・短軸約13メートル、高さ4メートルを測る。埋葬施設は片袖式の横穴式石室で、南西方向に開口する。石室全長11.2メートルを測る大型石室であり、千曲川水系では最大級の規模になる。盗掘に遭っているため副葬品の大部分は失われているが、石室内からは碧玉製勾玉・瑪瑙製勾玉・滑石製勾玉・水晶製切子玉・耳環が採集されている。築造時期は古墳時代後期の6世紀後半頃と推定される。
古墳域は1981年（昭和56年）に坂城町指定史跡に指定された。現在では個人敷地内で保存されている。

## 埋葬施設

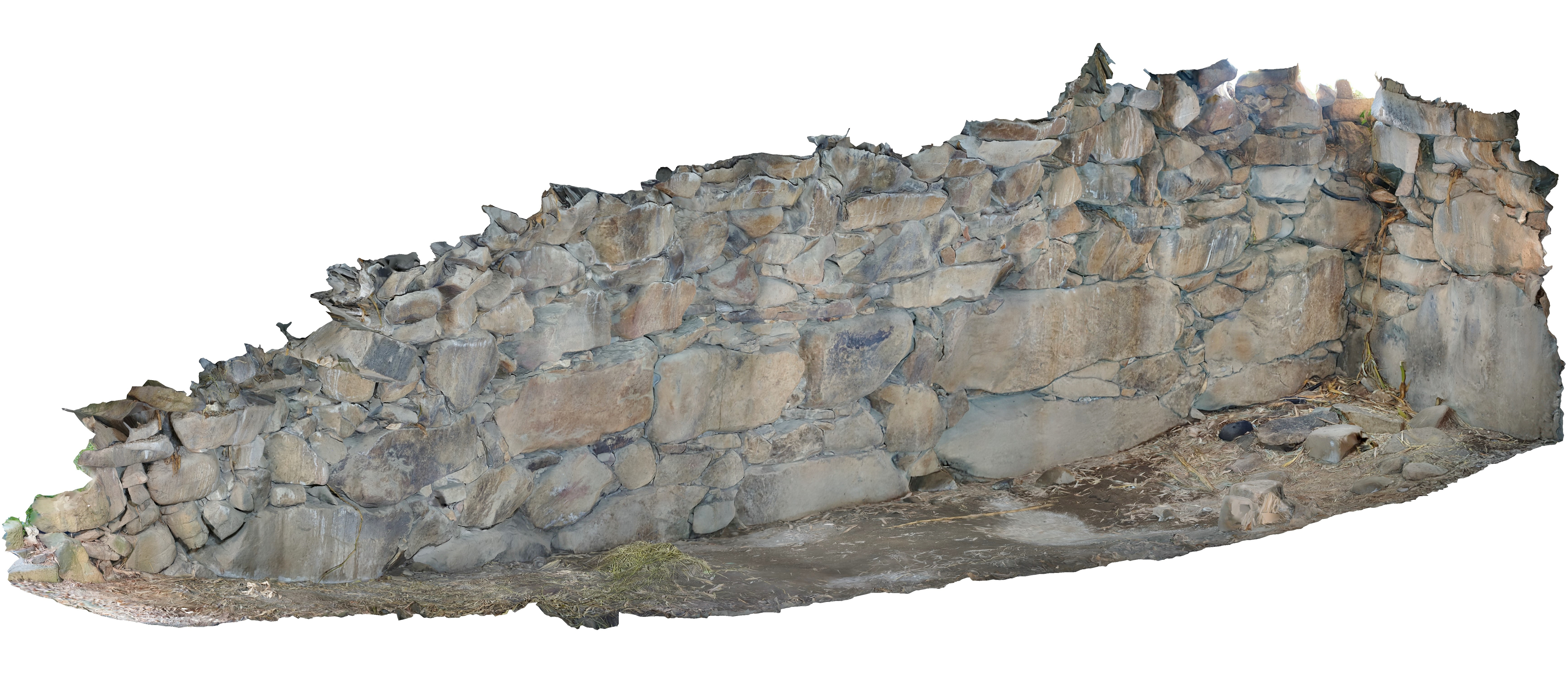
石室俯瞰図左から右に、羨道・玄室。

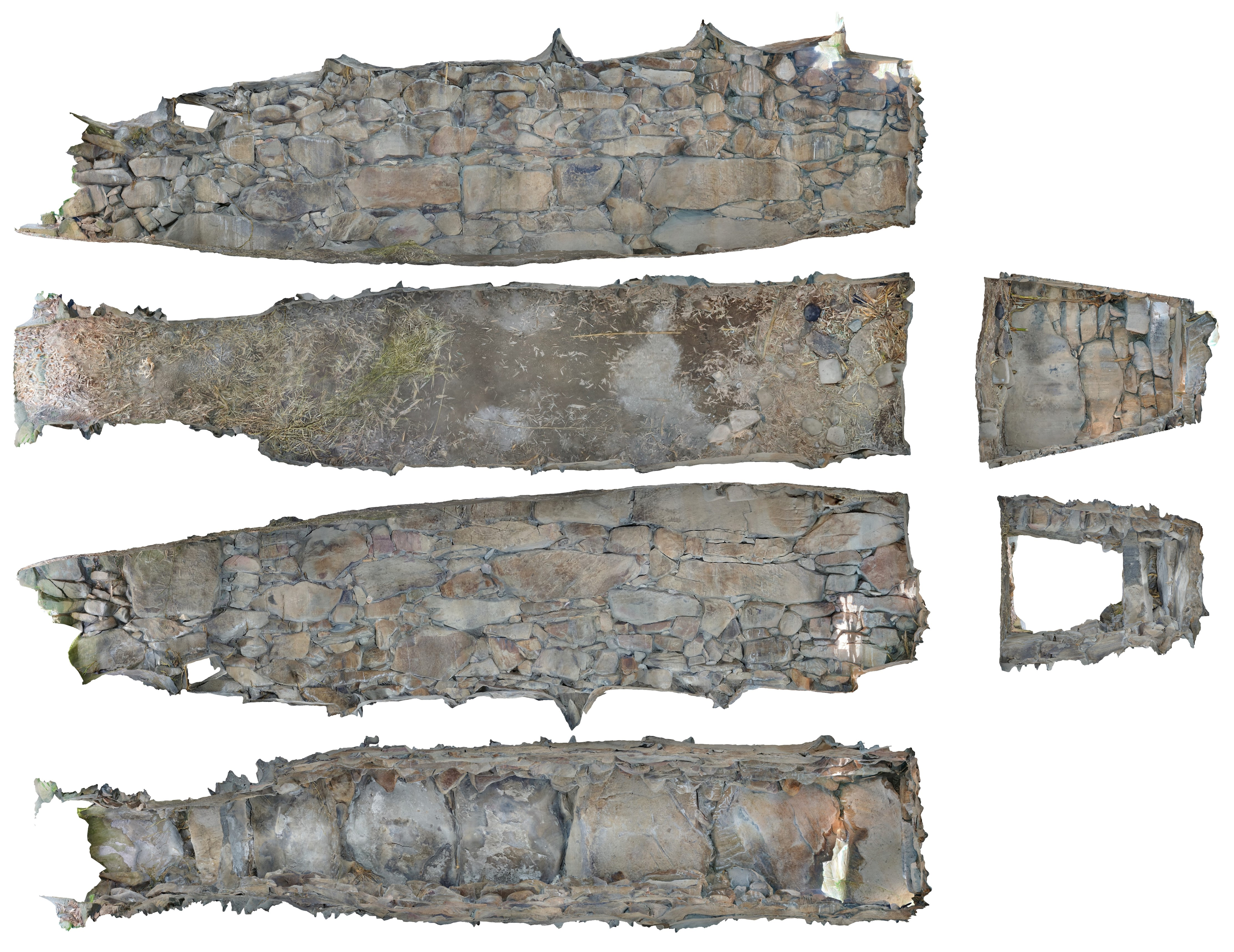
石室展開図

埋葬施設は片袖式横穴式石室で、南西方向に開口する。石室の規模は次の通り。
- 石室全長：11.2メートル
- 玄室：長さ8.2メートル、幅2.3メートル、高さ2.5メートル
- 羨道：長さ3メートル、幅1.3メートル

玄室の奥壁・側壁は大きな平石を小口積みしたのち、小石を持ち送り構築されており、床面の幅2.3メートルに対して天井部の幅は平均1.4メートルに狭まる。天井石は7枚で、玄門には梁1本が通る。
石室内からは、清掃の際に碧玉製勾玉1・瑪瑙製勾玉3・滑石製勾玉1・水晶製切子玉1・耳環（金鍍金）1が採集されている。

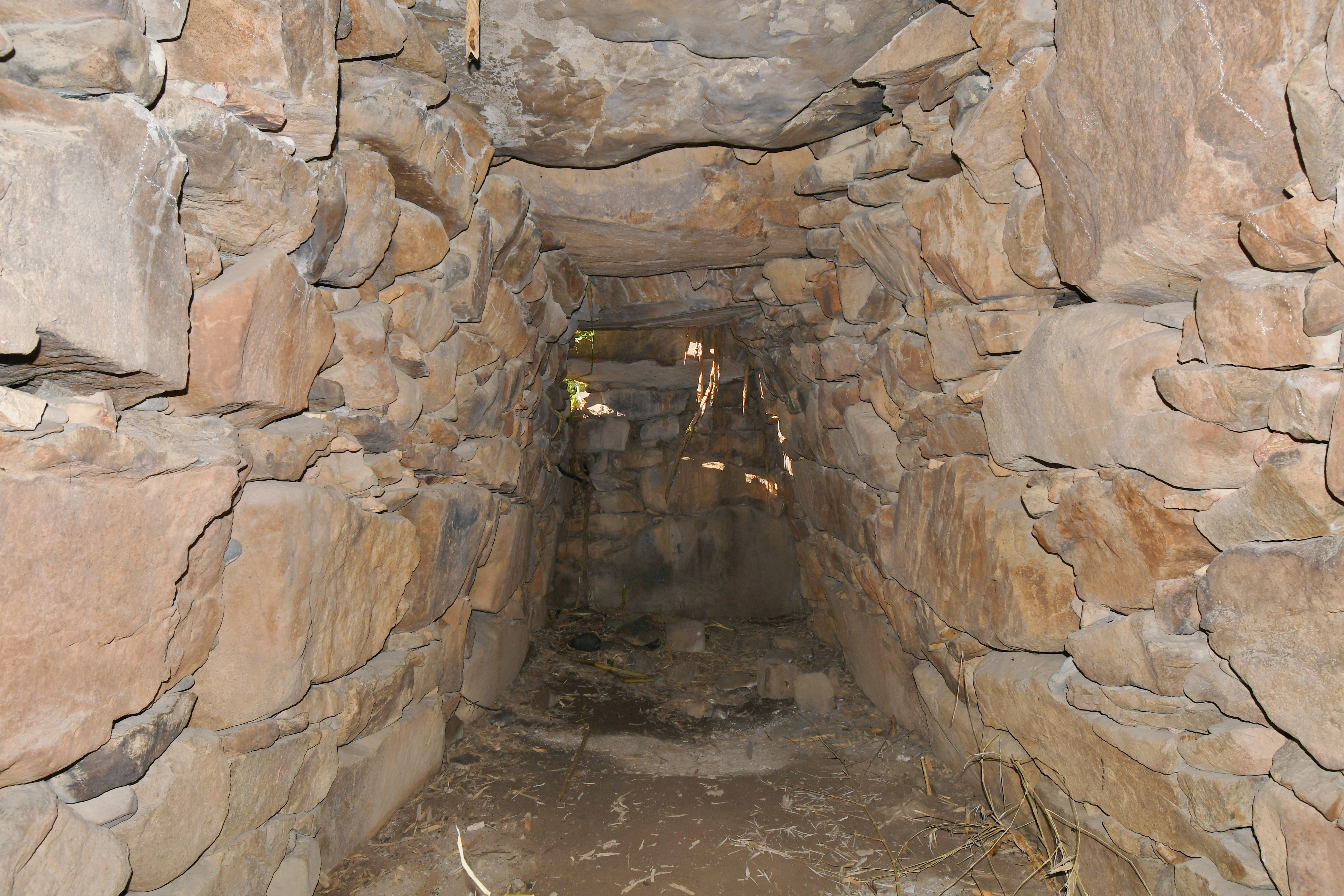
玄室（奥壁方向）
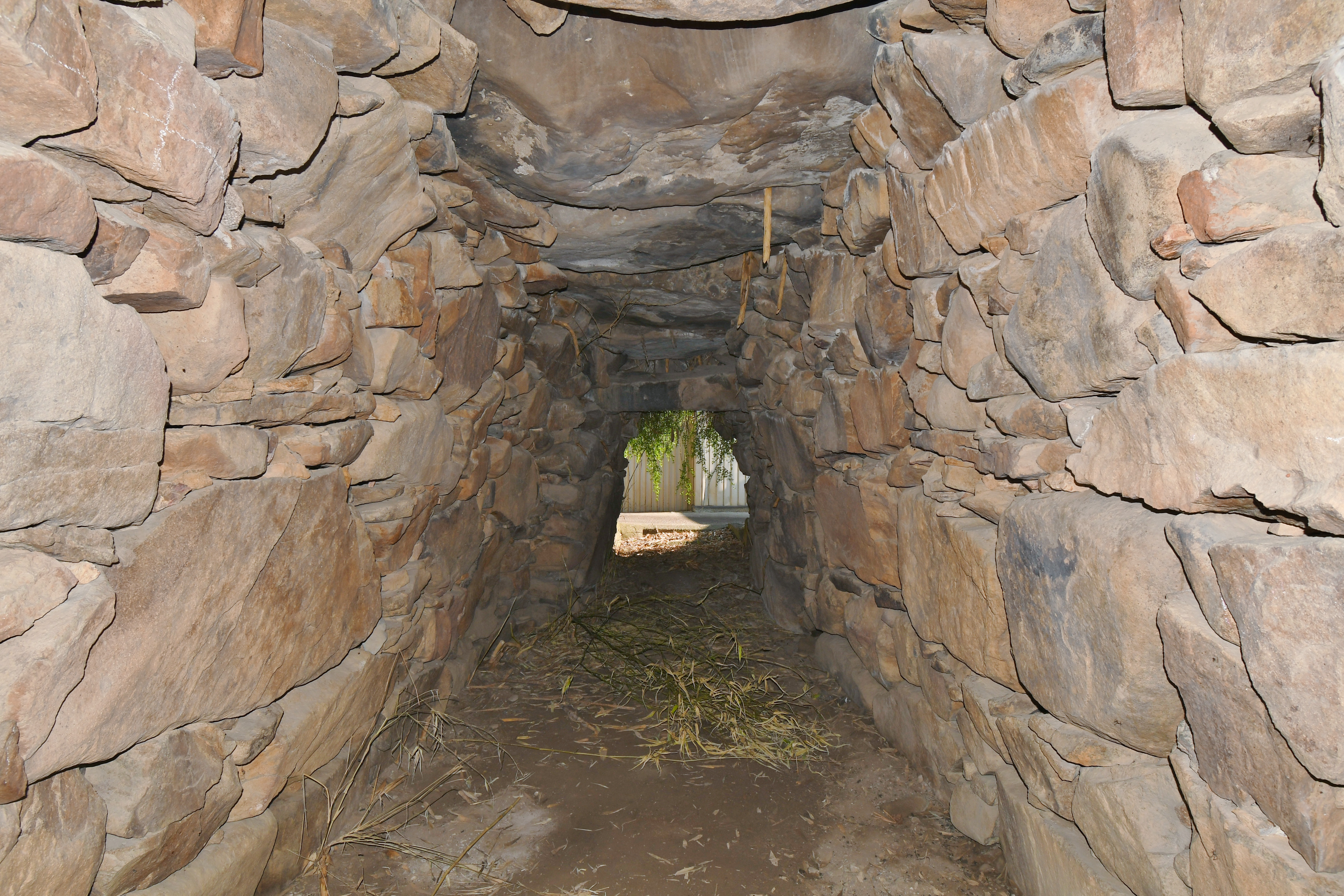
玄室（開口部方向）
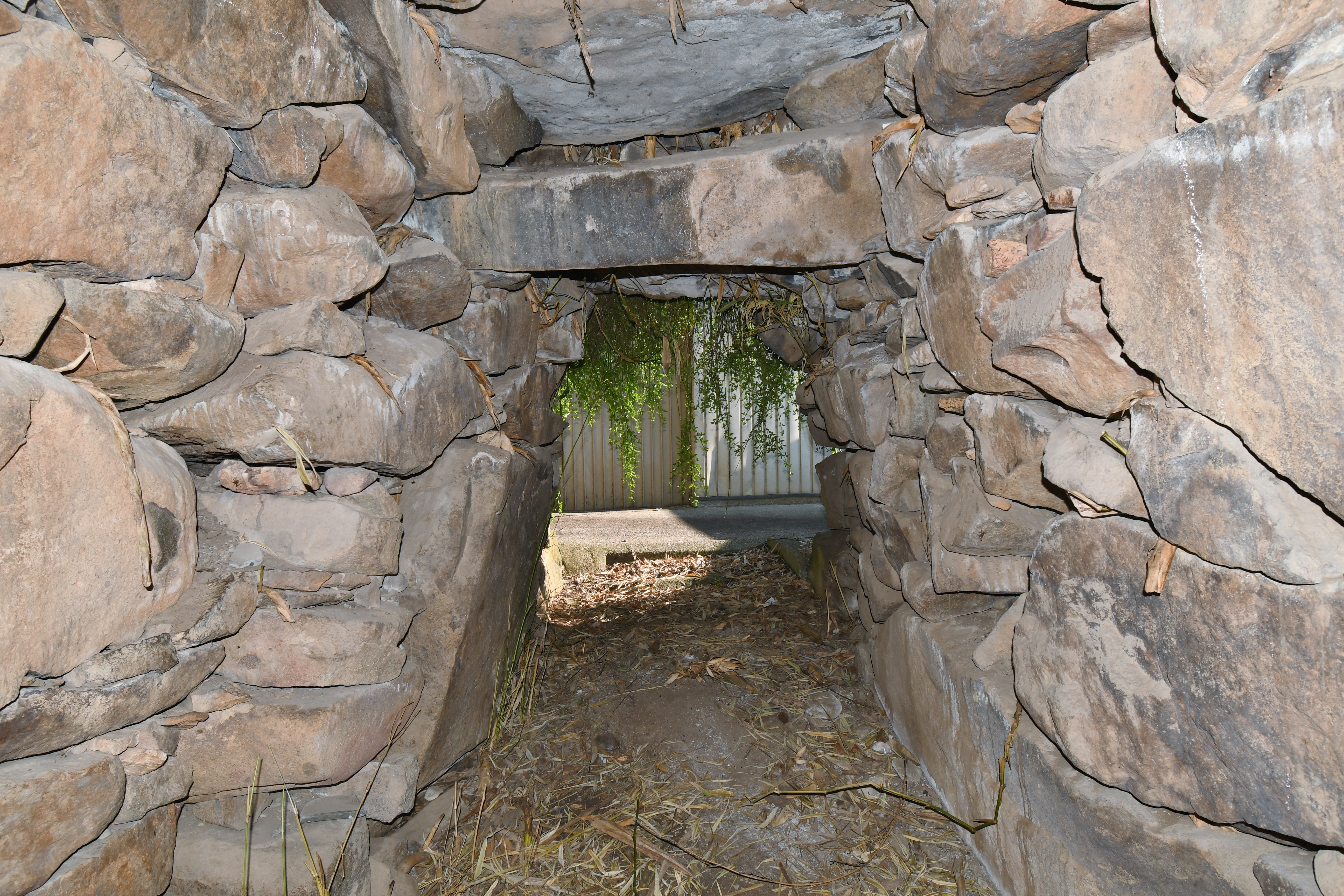
玄門（開口部方向）
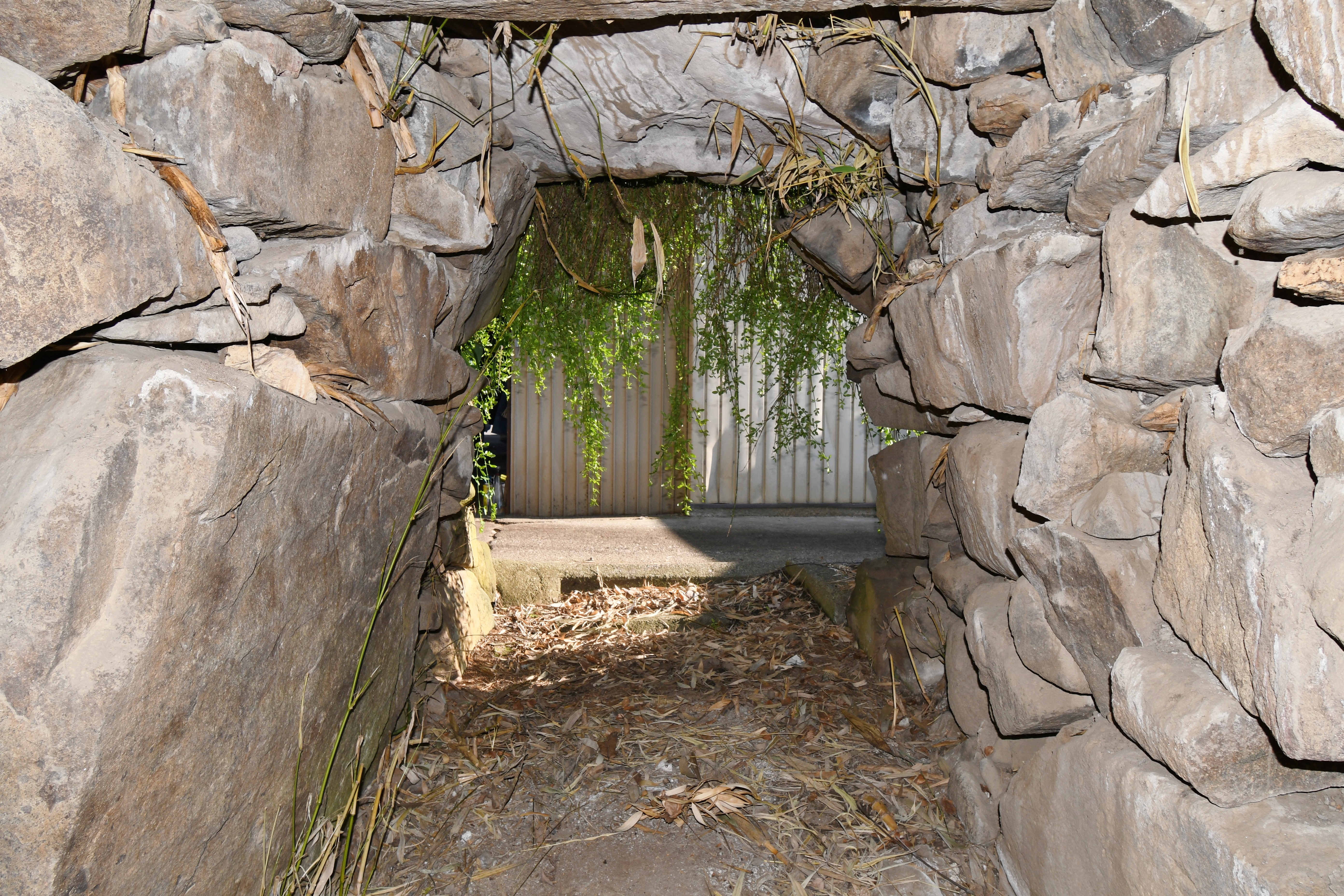
羨道（開口部方向）
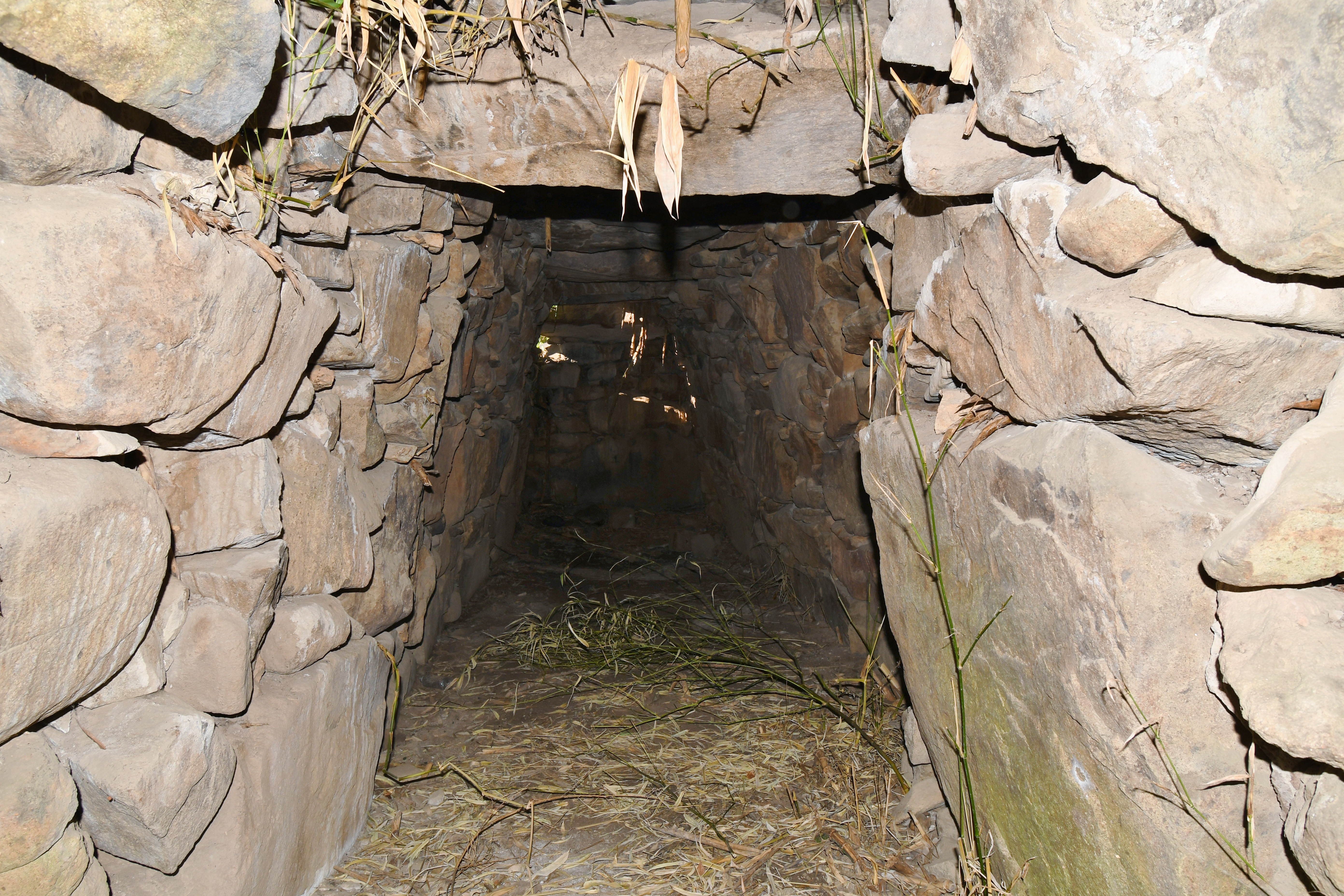
羨道（玄室方向）
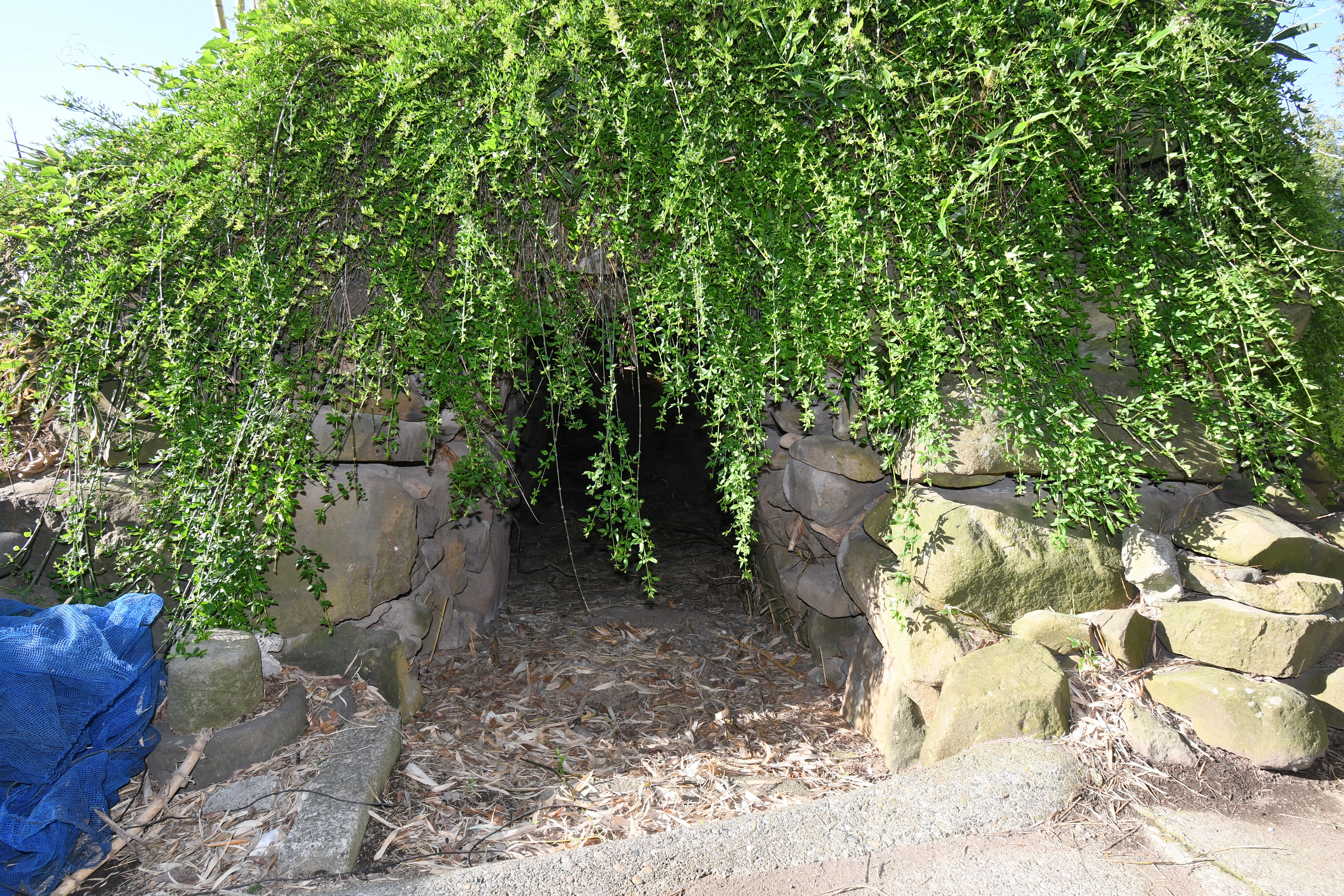
開口部
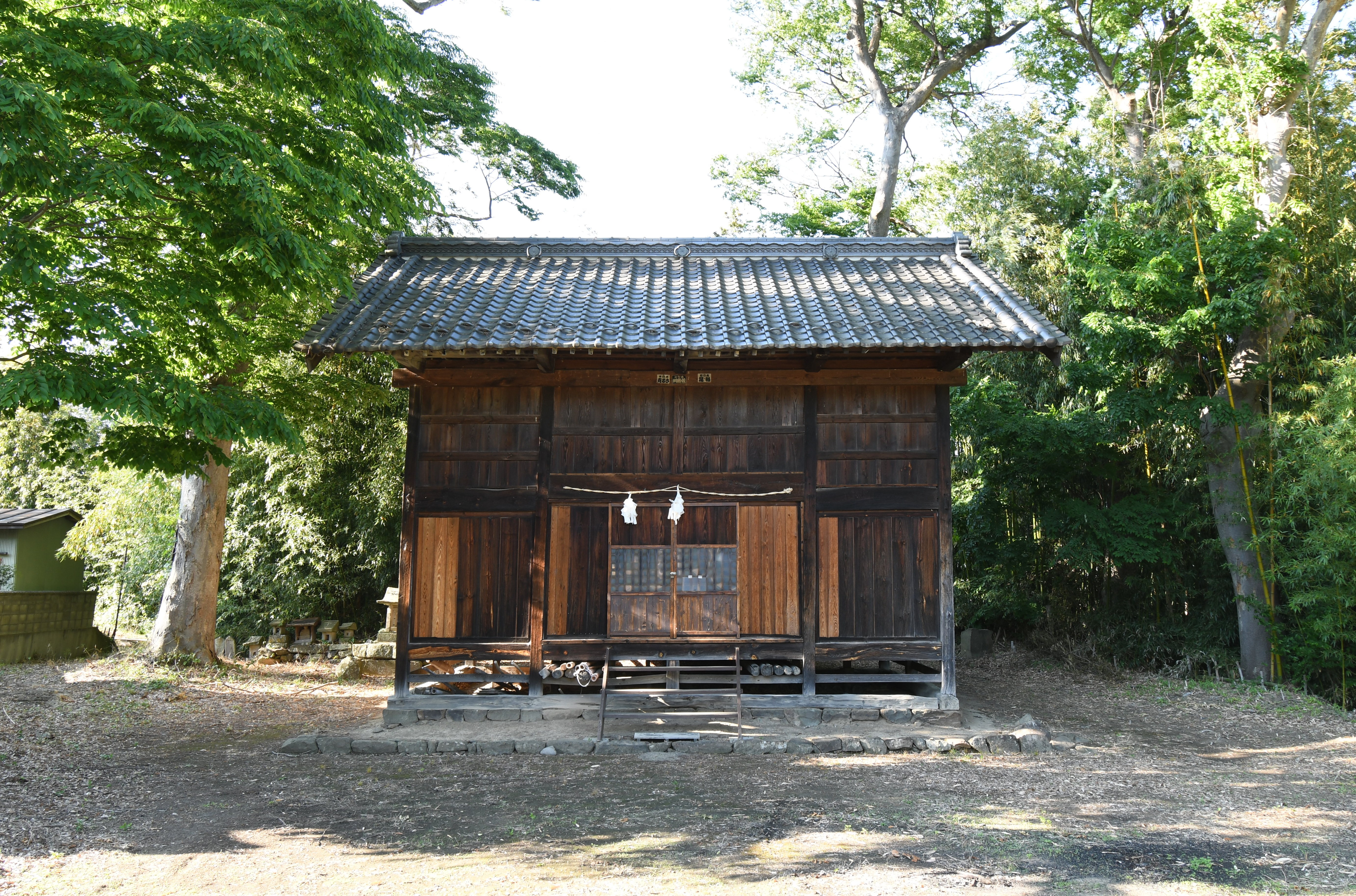
村上御厨神社

## 文化財

### 坂城町指定文化財
- 史跡
  - 御厨社古墳 - 1981年（昭和56年）7月9日指定[2][1]。